# Johann Georg Lindt
Johann Georg Lindt (* 4. März 1734 in Obervellach; † 13. Juli 1795 in Burghausen) war ein Bildhauer des Rokoko.

## Leben

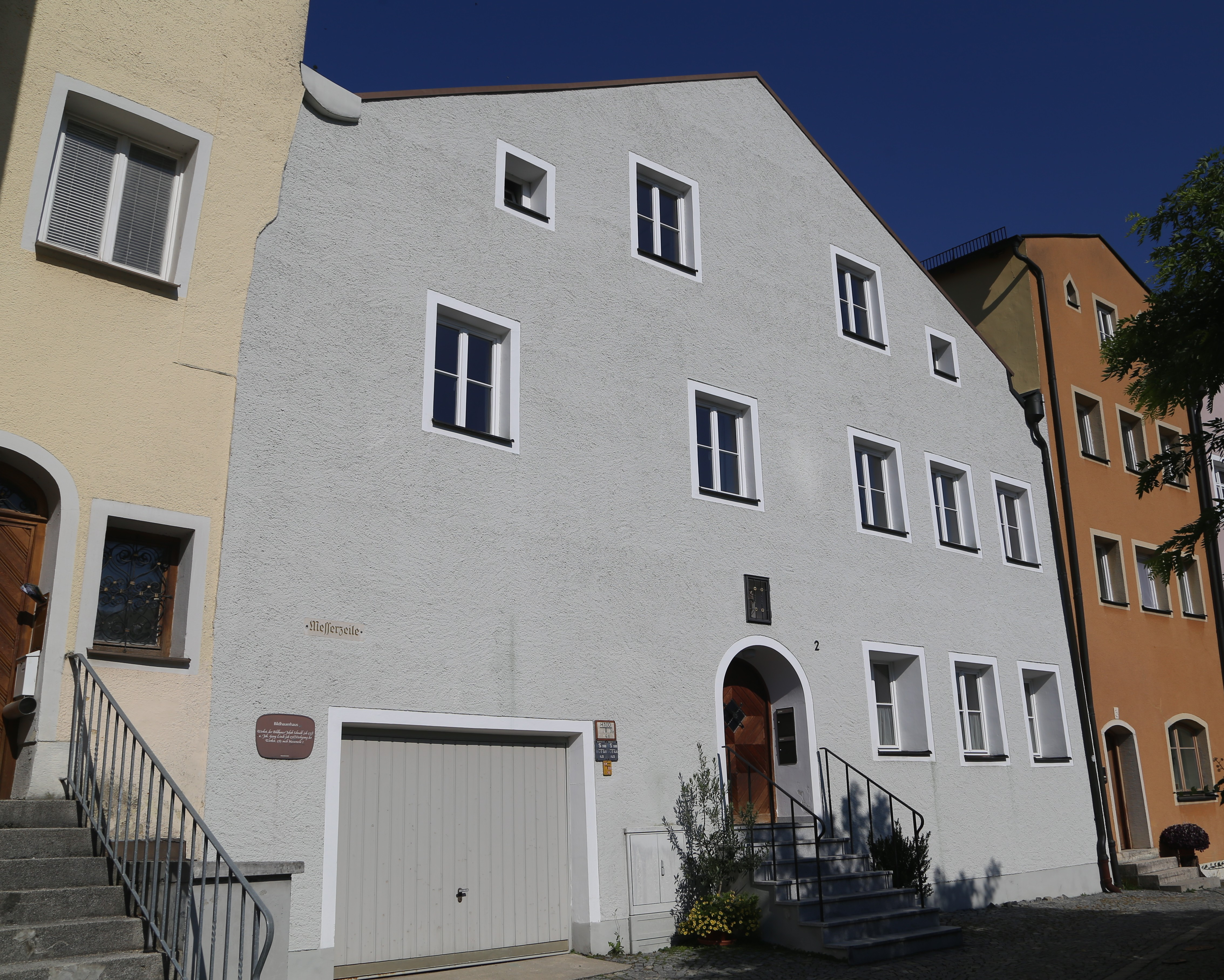
Im Bildhauerhaus in der Messerzeile hatte Lindt ab 1763 seine Werkstatt

Johann Georg Lindt wurde am 4. März 1734 im kärntischen Obervellach als uneheliches Kind des Landedelmannes Johann Hieronymus von Lindt und der Barbara Grübler geboren. Seine Mutter verheiratete sich später mit dem Bergbau-Hutmann Christian Moriz in Lind an der Drau. Hier wuchs Lindt auf. Über seine Lehr- und Wanderzeit ist nichts bekannt.
1758 heiratete er im bayrischen Burghausen die 18-jährige Maria Franziska Schnabl. Die Ehefrau war Tochter eines 1756 verstorbenen Bildhauers Johann Jakob Schnabl. In der Werkstatt arbeitete spätestens zu diesem Zeitpunkt auch Lindt als Geselle. Die Heirat mit der Tochter des Bildhauers Schnabl ermöglichte Lindt die Übernahme der Werkstatt. Er erhielt die Bildhauer-Gerechtigkeit und das Bürgerrecht der Stadt. Die jungen Eheleute hatten drei Kinder, die alle im Kindesalter starben. Die Werkstatt, ursprünglich in den Grüben, zog Lindt 1763 in das heute sogenannte Bildhauerhaus in der Messerzeile um.
Um 1761 erhielt Lindt seinen ersten Großauftrag. Er konnte für Abt Emanuel II. von Raitenhaslach die Altäre der Wallfahrtskirche Marienberg erstellen. Damit war die Werkstatt auch ökonomisch gefestigt. Er war jetzt als Bürger hochangesehen und wurde später, 1785, auch in den äußeren Rat der Stadt Burghausen gewählt. Er übernahm zudem ein Lehramt in der Burghauser Zeichnungsschule. Um diese Zeit waren die Aufträge bereits stark zurückgegangen. Gründe dafür waren die Finanzlage des Staates und der kirchlichen Einrichtungen. Schon 1768, mit der Neuordnung des Geistlichen Rates in München, spürte dies Lindt. Erstmals wies der Geistliche Rat einen Altarentwurf Lindts zurück und verlangte eine vereinfachende Ausführung. Wurde hier vordergründig noch mit den Kosten argumentiert, erfolgte dann im kurfürstlichen Mandat von 1770 die Kampfansage an „überflüßige Stuckador- und andere öfter ungereimte und lächerliche Zierrathen“ zugunsten einer „der Verehrung des Heiligthums angemessenen edlen Simplicität“.
Lindt entwarf jetzt die Altäre deutlich einfacher. Sie sind aber noch immer dem Barock verpflichtet. Um 1775 versiegten diese Aufträge vollständig. 1777 trat Bayern das Innviertel an Österreich ab, Burghausen wurde Grenzstadt und verlor die Hälfte des Hinterlandes. Der verstärkte ökonomische Niedergang der Stadt und der gleichzeitige aufklärerische Rationalismus des kurfürstlichen Geistlichen Rates setzten der Bildhauer- und Altarbauertradition Burghausens ein Ende. Ein letztes nachweisbares Werk Lindts ist das 1780 entstandene Grabmal des Reichsgrafen von Closen in St. Georg in Gern. Es ist gleichzeitig das einzige, das dem Klassizismus verpflichtet ist. Am 13. Juli 1795 starb Johann Georg Lindt im 62. Altersjahr in Burghausen.

## Auftraggeber

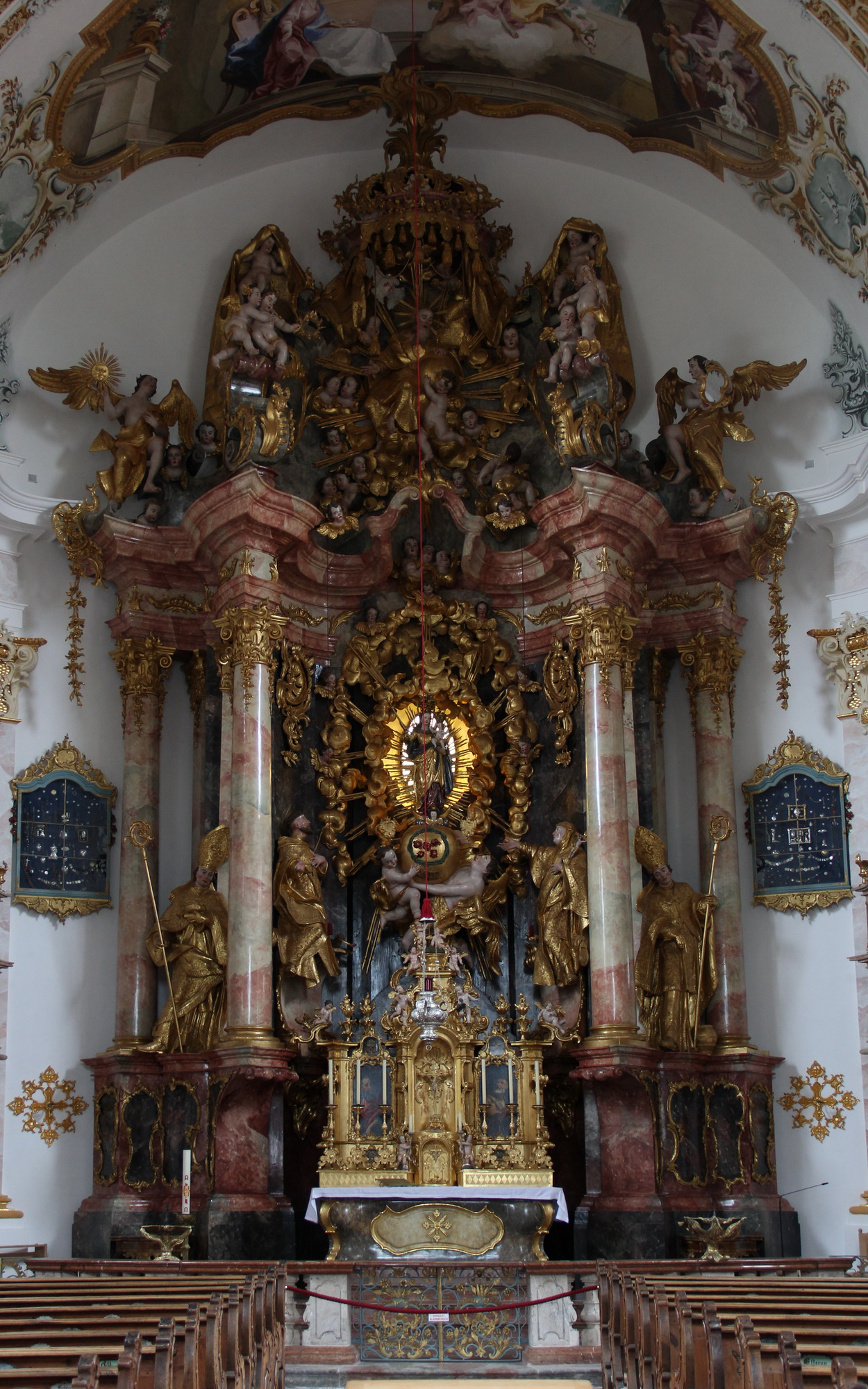
Hochaltar der Wallfahrtskirche Maria Königin des Rosenkranzes in Marienberg

Abt Emanuel II. Mayr von Raitenhaslach war der erste wichtige Auftraggeber. Er setzte Vertrauen in Bildhauer Lindt, als er ihm vorerst den Auftrag für den Altar in der Abtskapelle der neuen Prälatur der Abtei Raitenhaslach erteilte, um ihm dann auch den Hauptaltar und die beiden Seitenaltäre der neuen Wallfahrtskirche Marienberg ausführen zu lassen. Lindt arbeitete an diesen Altären und ihrem reichen bildhauerischen Schmuck von 1761 bis 1764. Marienberg war sein erster größerer Altarauftrag und sollte sein Hauptwerk bleiben.
Ein zweiter wichtiger Auftraggeber war der Pfarrer von Höslwang, Joseph Guidobald Graf von Spaur. Schon 1761 konnte ihm Lindt einen Entwurf für den Hochaltar liefern und führte dann nach 1764 alle Altäre der Pfarrkirche in Höslwang aus. Der Biograph Carl Graepler vermutet, dass der Pfarrer, von den Altarplastiken Ignaz Günthers in Rott am Inn beeindruckt, Lindt diese Arbeiten zum Studium empfohlen habe. Jedenfalls ist das Vorbild Ignaz Günther in den Arbeiten Lindts offensichtlich.
Kein Auftraggeber war der Burghauser Kirchherr und Regierungsrat Freiherr Karl von Lippert. Im streng zentralistisch regulierten kirchlichen Bauwesen des Kurfürstentums gingen die Entwürfe und Anträge für neue Altäre im Rentamt Burghausen vorerst über seinen Schreibtisch. Er war deshalb für Lindt wichtige Bezugsperson. Es scheint, dass er den einheimischen Meister Lindt in seinem Arbeitsgebiet Burghausen, dem benachbarten Ach und den Kirchen im Pfleggericht Kling mindestens nicht benachteiligte. Eigentliche Initianten und Bauherren für diese Anträge waren aber immer die amtierenden Landpfarrer.

## Wirkungsbereich, Arbeitsweise und künstlerische Leistung
Für öffentliche, das heißt meist kirchliche Aufträge war Lindt der lokale Wirkungsbereich um Burghausen und im Pfleggericht Kling gesichert. Wo in benachbarten Pfleggerichten keine oder nur wenig qualifizierte Bildhauer tätig waren, wurde er ebenfalls beigezogen. Dies ist der Fall für die Kanzel in Ostermiething (1761) oder der Plastiken in Kastl (um 1775). Über diese eng gezogenen Grenzen wurde er nicht bekannt.
Wie oben dargestellt, ging jeder Altarentwurf mit Kostenvoranschlag an die Bewilligungsinstanz in München, den kurfürstlichen Geistlichen Rat. Aus den erhaltenen Akten ist ersichtlich, dass Lindt jeweils als Verfasser des Gesamtwerkes auftrat, aber nur die plastischen Arbeiten offerierte. Am ausgeführten Werk arbeiteten demnach der Altarschreiner, der Bildhauer, der Fassmaler und der Maler des Altarblattes. Nicht der Entwerfer und Bildhauer Lindt, sondern der Fassmaler war dabei der am höchsten bezahlte Meister.
Die künstlerische Leistung des Meisters aus Burghausen beurteilt Carl Graepler wie folgt:

„Lindt revolutioniert nicht, bringt nichts, was nicht schon andere gehabt hätten. Man kann an sein Werk auch nicht den Massstab anlegen, mit dem die Kunst der Grossen zu messen ist, die sich bis in die letzte Einzelheit als vollendet ausweist. Aber in mittelalterlich anmutender Werktreue schafft er sein Lebenswerk, das für die bildhauerische Tradition Burghausens zugleich einen Höhepunkt und den Abschluss bedeutet. Er erreicht dabei eine Ebene künstlerischer Qualität, die, wenn sie auch an die der ganz grossen Meister nicht heranreicht, sich doch über die Rangstufe nicht weniger Zeitgenossen eindeutig heraushebt.“

## Werke (Auswahl)

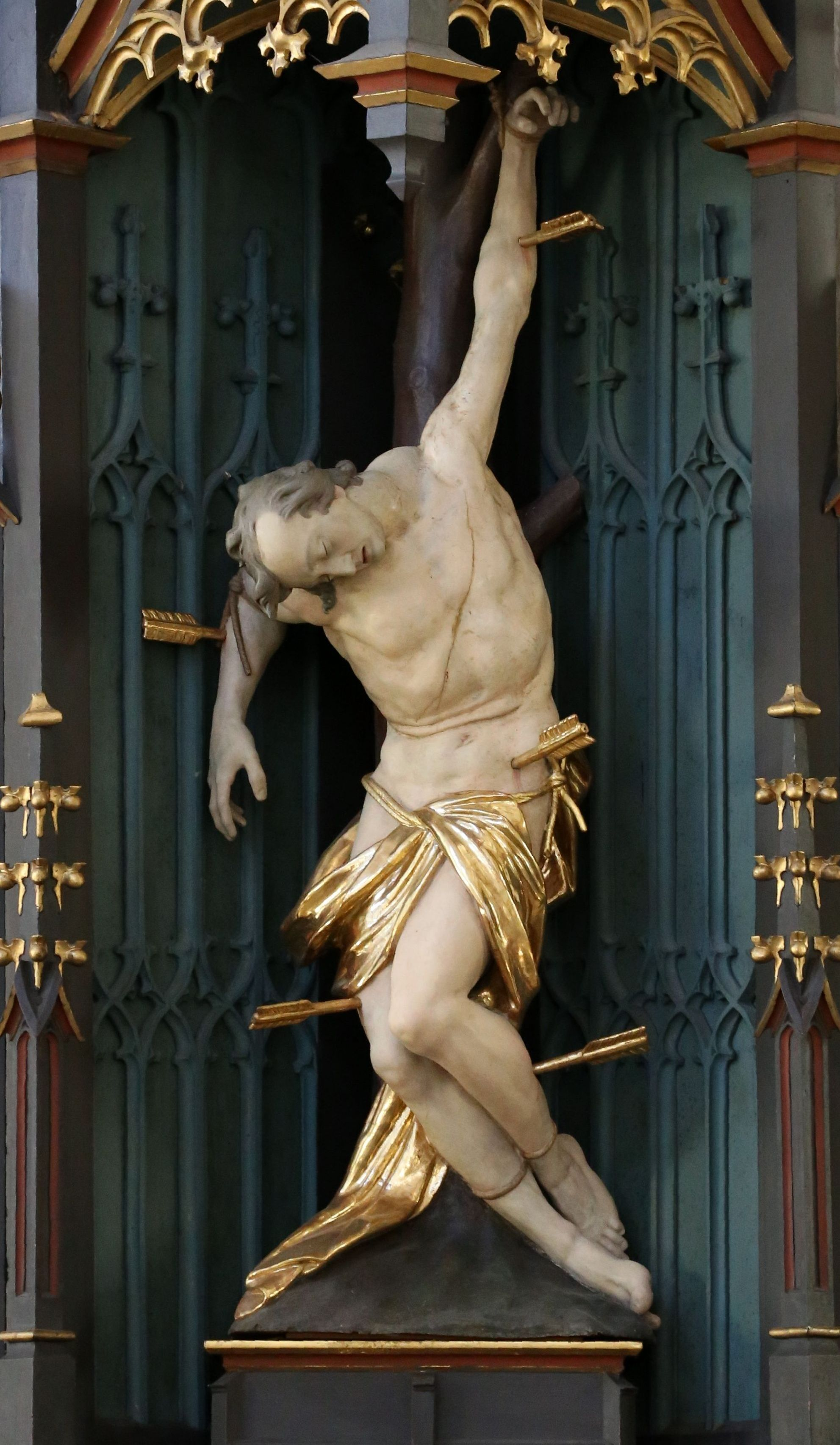
Statue des heiligen Sebastian von Lindt in St. Jakob, Burghausen

- Sebastiansstatue in St. Jakob, Burghausen (1759)
- Figur der hl. Magdalena in Heiligkreuz, Burghausen (1759)
- Kapellenaltar in Kloster Raitenhaslach, Abtskapelle in der neuen Prälatur (1762)
- Hochaltar, Anna-Altar und Bernhard-Altar der Wallfahrtskirche Marienberg (um 1762)
- Grabstein der Maria Anna von Heppenstein in St. Jakob, Burghausen (1766)
- Hochaltar (1766), Laurentius-Altar (um 1768/73). Sebastians-Altar (um 1768/73), vier freistehende Figuren (um 1769/70, davon zwei aus Eggstätt), Altar der Antoniuskapelle (um 1775/76) in St. Nikolaus in Höslwang
- Kruzifix in der Kapuzinerkirche St. Anna in Burghausen (um 1770)
- Hochaltar (1771), zwei Seitenaltäre (1772), zwei Oratorien und Türaufsätze im Chor (1772), vier Oratorien im Langhaus (1774), größere Stuckaturarbeiten (1772) in Mariä Heimsuchung in Hochburg-Ach
- Figurengruppe der hll. Sebastian, Anna, Joachim und Joseph in Mariä Himmelfahrt in Kastl (1775)
- Schutzengelgruppe in Fassadennische oberhalb Kirchenportal des Klosters Heilig-Schutzengel in Burghausen (um 1775)